# Sastra wangi
Sastra wangi (deutsch: „duftende“ oder „parfümierte Literatur“) war ein Label für indonesische Gegenwartsliteratur von jungen, urbanen Autorinnen, die sich in den späten 1990er und frühen 2000er Jahren mit kontroversen Themen wie Politik, Religion und Sexualität auseinandersetzten. Als Initiator gilt Ayu Utamis Roman Saman (1998), der zwei Wochen vor dem Sturz des Präsidenten Suharto erschien.

## Geschichte
Das kontroverse Label „sastra wangi“ wurde in den frühen 2000er Jahren von überwiegend männlichen Literaturkritikern geprägt, um junge Autorinnen wie Ayu Utami, Dewi Lestari, Fira Basuki und Djenar Maesa Ayu und ihre Literatur zu kategorisieren.
Julia Suryakusuma beschreibt die Rezeption des Labels als gemischt. Jene, die sich gegen das Label aussprachen, argumentierten, dass es Frauen herabsetze. Der namensgebende Duft (wangi) impliziere, dass die Autorinnen zweitklassig oder unintellektuell seien und minderwertige Literatur (sastra) produzieren, die nur aufgrund des guten Aussehens der Autorinnen so erfolgreich sei. Das Label wurde auch von den damit belegten Autorinnen kritisiert. Djenar Maesa Ayu bezeichnete es als eine Art sexuelle Belästigung ihrer Arbeit. Trotz der kontroversen Aufnahme, brachte das Label den Autorinnen und ihren oft tabubrechenden Werken, die Themen wie Klasse, Ethnizität, Religion und (Homo-)Sexualität behandelten, mehr Aufmerksamkeit.
Indonesiens Literaturbetrieb gilt als wenig kommerziell. Die meisten Bücher erscheinen in kleinen Auflagen (3.000 Stück oder weniger). Von Djenar Maesa Ayus und Ayu Utamis Werken wurden jedoch in kurzer Zeit zehntausende Exemplare verkauft. Einige als sastra wangi kategorisierte Werke wie Ayu Utamis Saman (1998) und Larung (2001) oder Oka Rusminis Tarian bumi (2000) wurden in mehrere Sprachen übersetzt und international rezipiert. Im von Monika Arnez und Edwin Wieringa herausgegebenen Band Duft der Asche (2008) finden sich außerdem Kurzgeschichten wie Djenar Maesa Ayus Naylas Zeit (Waktu Nayla), Gestillt von Vater (Menyusu Ayah) und Moral, Nukila Amals Das Feuerwerk (Kembang Api) und Delphine (Laluba) sowie Linda Christantys Maria Pintos fliegendes Pferd (Kuda Terbang Maria Pinto) und Das schwarze Loch (Lubang Hitam).
Das Label „sastra wangi“ wurde auch mit der Chick lit im anglo-amerikanischen Raum verglichen. Der Erfolg der „sastra wangi“ war jedoch kein rein kommerzieller. Viele der Autorinnen wurden mit Literaturpreisen ausgezeichnet. Ayu Utamis Saman erreichte im Romanwettbewerb des Kunstrats in Jakarta (Sayembara Novel Dewan Kesenian Jakarta) 1998 den ersten Platz und Ratih Kumalas Tabula Rasa 2003 den dritten. Dewi Lestaris Supernova, Ayu Utamis Larung, Djenar Maesa Ayus Mereka Bilang, Saya Monyet! und Jangang Main main (dengan Kelaminmu) kamen in die Vorauswahl des prestigeträchtigen indonesischen Literaturpreises Kusala Sastra Khatulistiwa (zuvor: Khatulistiwa Literary Award).

## Autorinnen und Werke (Auswahl)
- Ayu Utami: Saman (1998), Larung (2001) (Roman Zweiteiler)
  - Deutsch: Saman. Übers. v. Peter Sternagel. Horlemann, Bad Honnef 2007, ISBN 978-3-89502-243-2.
  - Deutsch: Larung. Übers. v. Peter Sternagel. Horlemann, Angermünde 2015, ISBN 978-3-89502-393-4.
- Oka Rusmini: Tarian bumi: sebuah novel (2000, Roman)
  - Deutsch: Erdentanz: Roman aus Bali. Übers. v. Birgit Lattenkamp. Horlemann, Bad Honnef 2007, ISBN 978-3-89502-234-0.
- Dewi (Dee) Lestari: Supernova-Trilogie (ab 2001, Romane)
  - Englisch (1. Teil der Trilogie): Supernova: The Knight, the Princess and the Falling Star. Übers. v. Harry Aveling. Lontar, Jakarta 2011, ISBN 978-979-808383-9.
- Fira Basuki: Jendela-Jendela (2001), Pintu (2002), Atap (2002) (Roman-Trilogie)
  - Englisch: The Windows. Übers. v. Norman Ince. Grasindo, PT Gramedia Widiasarana Indonesia, Jakarta 2006, ISBN 978-979-7594-52-7.
- Djenar Maesa Ayu: Mereka Bilang, Saya Monyet! (2002, Kurzgeschichten), Jangan Main-main (Dengan Kelaminmu) (2004, Kurzgeschichten), Nayla (2005, Roman)
  - Englisch: They Say I’m a Monkey. Übers. v. Michael Nieto Garcia. Metafor, Jakarta 2005, ISBN 978-979-3019-27-7.
  - Englisch: Nayla. Übers. v. Sebastian Partogi. PT Gramedia Pustaka Utama, Jakarta 2018, ISBN 978-6-02061-418-2.
- Dinar Rahayu: Ode Untuk Leopold von Sacher Masoch (2002, Roman)
- Ana Maryam: Mata Matahari: tergenang lelehnya di biru langitku (2003, Roman)
- Nukila Amal: Cela Ibi (2003, Roman), Laluba (2005, Kurzgeschichten)
- Linda Christanty: Kuda terbang Maria Pinto (2004, Kurzgeschichten)
  - Final Party & Other Stories. A trilingual edition in English, German, and Indonesian. Übers. v. Debra Yatim (englisch) u. Monika Arnez (Dt.). Lontar, Jakarta 2015, ISBN 978-6-02914-492-5.
- Ratih Kumala: Tabula Rasa (2004, Roman)
- Maya Wulan: Swastika (2004, Roman)